# Glaphyria micralis
Glaphyria micralis là một loài bướm đêm trong họ Crambidae.